# 傅懋勣
傅懋勣（1911年5月16日—1988年9月13日），字兹嘉，男，山东聊城人，中国语言学家，曾任中国社会科学院民族研究所副所长、研究员，第三、四、五、六、七届全国政协委员。